# Yandex DataSphere
Yandex DataSphere — облачный сервис для анализа данных, разработки и эксплуатации моделей машинного обучения (ML) в составе платформы Yandex.Cloud. В статусе технического превью начал работать с 23 мая 2020 года, в публичном доступе — с 1 октября 2020 года. DataSphere предоставляет пользователям инструменты и масштабируемые ресурсы для создания модели: от эксперимента и разработки до запуска на мощностях Yandex.Cloud.

## Функциональность
DataSphere использует интерфейс популярного инструмента ML-разработки Jupyter Notebook, а платформа сервиса адаптирована к работе в облаке. Представители «Яндекса» утверждали, что в DataSphere был реализован ряд технологий, ранее не представленных в рамках публичных облачных платформ для разработки и эксплуатации моделей машинного обучения.

### Особенности функционирования
- За счёт использования технологии бессерверных вычислений виртуальная машина подключается только на время непосредственных расчётов. Во время просмотра или редактирования кода ресурсы CPU или GPU не выделяются, и время их использования не тарифицируется.
- Бесшовное переключение между разными типами вычислительных ресурсов позволяет исполнять части кода на виртуальных машинах нужного типа в рамках одного сценария с сохранением прогресса обучения.
- Сервис сохраняет версии расчётов модели, включая данные, исходный код и состояния с возможностью воспроизведения прежней версии без потери прогресса в обучении.